# Andreas Schwinn
Andreas Schwinn (* 13. Oktober 1920 in Bamberg; † 22. Juli 2008 in Dachau) war ein deutscher Oboist. 

## Leben
Geboren und aufgewachsen in Bamberg studierte Schwinn Oboe am Städtischen Konservatorium (heute Musikhochschule) Würzburg. Nach einer kurzen Zeit im philharmonischen Orchester der Stadt Frankfurt/Oder und im Stadttheater Heidelberg wurde er zur Wehrmacht eingezogen und war dort als Sanitäter und im Heeresmusikkorps an der Ostfront eingesetzt. Von 1945 bis 1986 war er Solo-Englischhornist der Münchner Philharmoniker. Daneben spielte er lange für die Bayerische Staatsoper und im Münchener Bach-Chor unter Karl Richter und im Orchester der Bayreuther Richard-Wagner-Festspiele. Als Kammermusiker (u. a. Bläserquintett) war er an zahlreichen Uraufführungen zeitgenössischer Werke beteiligt.
Schwinn war in Fachkreisen besonders für seine romantische Interpretation des Englischhorn-Solos in Antonín Dvořáks Symphonie Nr. 9 „Aus der neuen Welt“ bekannt.
Er soll auch für die Oboe und das Englischhorn die Technik der „permanenten Atmung“ entwickelt und in Deutschland eingeführt haben, die es Holzbläsern ermöglicht, einen Ton ohne Unterbrechung nahezu beliebig lange zu halten.
Für seine Leistungen wurde er zum "Kammermusiker der Stadt München" ernannt.
| Personendaten    | Personendaten    |
| ---------------- | ---------------- |
| NAME             | Schwinn, Andreas |
| KURZBESCHREIBUNG | deutscher Oboist |
| GEBURTSDATUM     | 13. Oktober 1920 |
| GEBURTSORT       | Bamberg          |
| STERBEDATUM      | 22. Juli 2008    |
| STERBEORT        | Dachau           |